# Џејмс Пјурфој
Џејмс Брајан Марк Пјурфој (енгл. James Brian Mark Purefoy; Тонтон, 3. јун 1964) енглески је глумац.